# Валеричардо Супериоре (Катанцаро)
Валеричардо Супериоре је насеље у Италији у округу Катанцаро, региону Калабрија.
Према процени из 2011. у насељу је живело 50 становника. Насеље се налази на надморској висини од 985 м.